# Laser-Iridotomie
Eine Laser-Iridotomie (Laser Peripheral Iridotomy, LPI) ist in der Augenheilkunde eine Operation, bei der mittels eines Lasers winzige Löcher in der Iris erzeugt werden. Diese dienen als zusätzliche Durchflussöffnung für die Kammerwasserzirkulation zwischen vorderer und hinterer Augenkammer. Sie wird bei Augenerkrankungen wie dem Engwinkelglaukom angewandt. Das Prinzip ähnelt der Iridektomie, jedoch ohne Resektion und ist somit nicht invasiv.

## Indikation
Der Augeninnendruck wird durch die Erzeugung und dem Abfluss des Kammerwassers bestimmt. Ist der Abfluss gestört, kommt es zu einer Erhöhung des Drucks. Ein anhaltender oder zu stark erhöhter Augeninnendruck kann zu Schäden am Sehnerv führen. Ein Glaukom führt ohne Behandlung zur völligen Erblindung des Auges. Mit der Laser-Iridotomie wird eine direkte Verbindung zwischen der hinteren und vorderen Augenkammer geschaffen, damit Kammerwasser problemlos von der hinteren in die vordere Kammer ablaufen kann. So kann das Auge den Innendruck besser regulieren.
Die Laser-Iridotomie ist eine Vorsorgemaßnahme bei Patienten mit anfallartig gesteigertem Augeninnendruck, verursacht beispielsweise durch eine flache Vorderkammer bei ausgeprägter Übersichtigkeit. Weitere Anwendungsfälle sind extrem flach gebaute Augen oder auch Verklebungen der Iris. Sie dient ebenso als Therapie bei bereits diagnostiziertem Glaukom.
In vielen Fällen hat diese Methode die Iridektomie abgelöst, da sie deutlich schonender ist. Letztere kommt dennoch in Ausnahmefällen zum Einsatz, wie zum Beispiel bei einer stark getrübten Hornhaut. Die Iridotomie erfordert nämlich eine klare Hornhaut.

## Operation
Die Durchführung erfolgt in der Regel ambulant und unter örtlicher Betäubung. Sie ist schmerzlos mit wenigen Risiken und Nebenwirkungen. Eine Öffnung des Augapfels ist nicht vorgesehen.
Vor der Operation betäuben Augentropfen das Auge und bewirken eine Engstellung der Pupille. Anschließend wird ein Kontaktglas, auf die Hornhaut gelegt, um sie zu schützen. Durch diese Linse hindurch feuert der Laser ein winziges Loch auf der oberen Seite der Regenbogenhaut (11- bis 1-Uhr-Position). Für die Operation ist der Nd:YAG-Laser die erste Wahl, gefolgt von einer Kombination aus Argon- und Nd:YAG-Laser.
Der Operation ist nach wenigen Minuten beendet. Mit den Vorbereitungen dauert der Eingriff insgesamt etwa eine halbe Stunde. Die Löcher wird der Patient nicht spüren und sie verursachen keine Beschwerden.

## Komplikationen
Direkt nach der Operation können Pigmente der Iris austreten und das Abfließen des Kammerwassers behindern, so dass der Augeninnendruck vorübergehend ansteigt. Ebenso kann die Hornhaut gereizt oder die Sicht verschwommen sein, verursacht durch ein Gel, das zum Anbringen des Kontaktglases verwendet wird. Die Augentropfen zur Engstellung der Pupille können ebenfalls zur verschwommenen Sicht oder Kopfschmerzen führen. Entzündungen können auch auftreten. Diese Symptome lassen sich jedoch schnell behandeln und klingen oftmals binnen kurzer Zeit von selbst wieder ab. Gelegentlich entstehen Blutungen in der vorderen Augenkammer, die jedoch meistens keiner ärztlicher Behandlung bedürfen.
In äußerst seltenen Fällen treten Schädigungen der Linse oder der Hornhaut auf. Diese lassen sich mittels Salben und Augentropfen behandeln und verursachen meistens keine Sehverschlechterung.
Eine mögliche, länger anhaltende Nebenwirkung ist die Entstehung von Blendlichtern oder Halos, hervorgerufen durch Streulicht, das durch die zusätzliche Öffnung auf die Retina gelangt. Falls der seltene Effekt auftritt, passt sich das Gehirn an und blendet die Artefakte nach einiger Zeit von allein aus. Um diesem Phänomen vorzubeugen, können Chirurgen das Loch an der Seite der Regenbogenhaut platzieren (3- oder 9-Uhr-Position). Da das Risiko jedoch gering ist, wird das Loch häufig an traditioneller Stelle erzeugt; vor allem wenn es durch das Augenlid verdeckt wird.
Da sich die sehr feinen Löcher wieder verschließen können, muss die Operation gegebenenfalls mehrmals wiederholt werden. Patienten afrikanischer oder asiatischer Abstammung neigen zu einer dickeren Iris, so dass sie mehr Laser-Energie oder zwei verschiedene Laser benötigen. In etwa 25 % der Fälle zeigt die Operation keinen Erfolg.